# Сан-Карлос (кантон)
Сан-Карлос (исп. San Carlos) — кантон в провинции Алахуэла Коста-Рики.

## География
Самый большой кантон Коста-Рики, превышает по размеру такие провинции как Картаго и Эредия. Занимает всю центральную и северо-восточную часть провинции. Граничит на западе с провинцией Гуанакасте, на северо-востоке с провинцией Эредия, на севере с Никарагуа. Административный центр — Сьюдад Кесада.

## Округа
Кантон разделён на 13 округов:
1. Кесада
2. Флоренсия
3. Буэнависта
4. Агуас-Саркас
5. Венесия
6. Питаль
7. Ла-Фортуна
8. Ла-Тигра
9. Пальмера
10. Венадо
11. Кутрис
12. Монтеррей
13. Покосоль